# حيدر الآملي
المير السيد بهاء الدين حيدر العبيدي الحسيني الآملي (الفارسية: میر حیدر آملی) متصوف شيعي وفيلسوف، كان ممثلًا مبكرًا للفلسفة الصوفية الفارسية وأحد أبرز المعلقين على الفيلسوف الصوفي ابن عربي، خلال القرن الرابع عشر.

## السيرة

### الحياة المُبكرة
ينتمي حيدر آملي إلى عائلة السيد الحسيني وينحدر من بلدة آمل في مازندران الواقعة في شمال إيران الحالية، بالقرب من بحر قزوين. كانت بلدة آمل في ذلك الوقت معروفة بأنها مأهولة بكثافة بالمسلمين الشيعة. بدأ في سن مبكرة جدًا دراسة المذهب الشيعي الإمامي وحضر المدرسة الفقهية للمذهب حيث كرس وقته أيضًا للتصوف، حتى بلغ الثلاثين من عمره تقريبًا. بدأ حيدر الآملي دراسته لأول مرة في بلدته آمل. ثم انتقل في النهاية إلى بلدة أستاراباد، الواقعة بالقرب من مازندران، ثم إلى أصفهان، الواقعة في وسط إيران. في أوائل العشرينات من عمره، عاد السيد حيدر الآملي إلى آمل وأصبح شخصًا موثوقًا به وفي النهاية نائبًا خاصًا وحاجبًا للباوندي حسن الثاني، الذي كان حاكم طبرستان. على الرغم من أن الآملي كان على علاقة وثيقة مع الحسن الثاني، إلا أنه عانى من أزمة دينية. ويذكر الآملي في كتابه "أسرار" أنه بدأ يشعر بأنه فاسد حيث أصبح غير زاهد في حياته وأنه يحتاج إلى الانتقال إلى مكان يستطيع فيه تكريس نفسه بالكامل لله. فتخلى حيدر الآملي عن منصبه في البلاط لمواصلة التصوف. تخلى عن الحياة البلاطية، قبل عامين من اغتيال الحسن الثاني على يد أفراد من عائلته.

### العودة إلى التصوف
وبعد خروج حيدر الآملي من البلاط بدأ يمارس التصوف. وعاش في قرية طهران، وبدأ يتبع شيخًا اسمه نور الدين الطهراني، عارفًا وزاهدًا إلى الله. أمضى الآملي أقل من شهر بقليل في صحبتخ قبل أن يرتدي عباءة الصوفية الرمزية أو الخرقة. وفي نهاية المطاف، قرّر حيدر الآملي الحج إلى مكة، فزار في الطريق العديد من المزارات الشيعية، كما مرّ بالقدس وكتب عنها، ووصل إلى مكة والمدينة. لسوء الحظ، وبسبب سوء الحالة الصحية، اضطر الآملي إلى مغادرة المدينة المنورة. ويُذكر أنه قضى بقية حياته في العراق. ودرس في بغداد لعدة سنوات على يد علماء الشيعة المهمين، منهم فخر الدين محمد الحسن، وناصر الدين الكاشاني الحلي. وكان هذان العالمان من أبرز شخصيات الشيعة في ذلك الوقت. ثم استقر حيدر الآملي في مدينة النجف الشيعية جنوب بغداد لمدة تزيد على ثلاثين عامًا حتى حوالي عام 1385م، وهو العام الذي سُجلت آخر سجلات تشير إلى أنه كان على قيد الحياة فيه. وهذا أيضًا في نفس الوقت تقريبًا الذي أكمل فيه آخر أعماله، والذي أطلق عليه رسالة العلوم العليا.

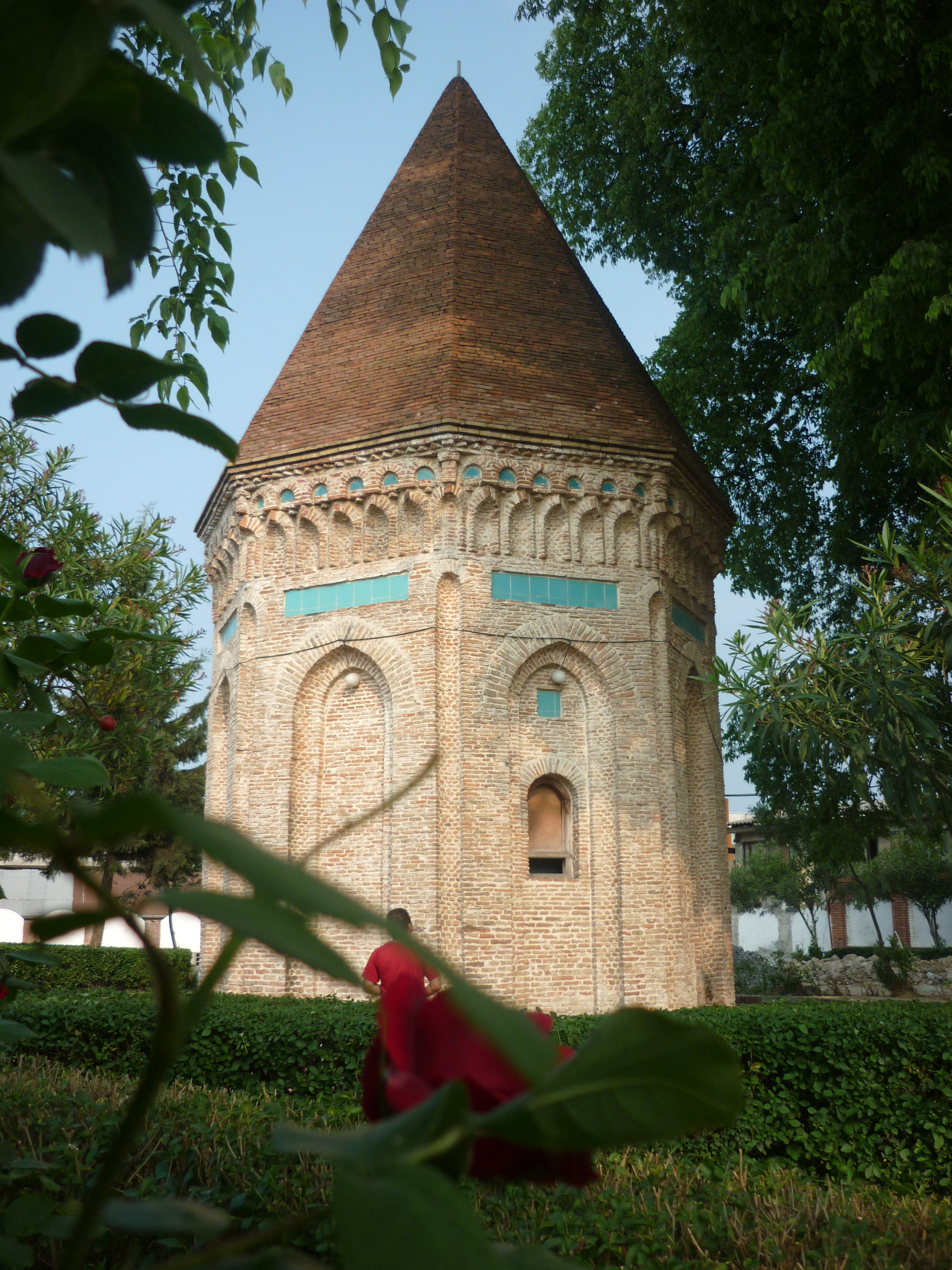
قبر السيد حيدر الآملي (سيد سي تان)

## الأفكار الرئيسة للآملي
كان الآملي في وقت مبكر من أنصار الشيعة الإمامية. على غرار التصوف، يتضمن المذهب الشيعي أفكار الشريعة والطريقة والحقيقة. كان الآملي يعتقد أن كل شيعي هو "مؤمن تم اختباره"، وهو اعتقاد صوفي مركزي. كانت إحدى الأفكار الرئيسة التي طرحها الآملي هي أن الأئمة، الذين كان يُعتقد أنهم يتمتعون بالمعرفة الصوفية، لم يكونوا مرشدين للمجتمع الشيعي فحسب، بل للمجتمع الصوفي أيضًا. كان الآملي ناقدًا للشيعة الذين قصروا دينهم على مجموعة من القواعد، كما كان ناقدًا للصوفية الذين أنكروا مبادئ معينة نشأت مع الأئمة.

### التوحيد الخالص
كما قام الآملي بتطبيق وتوضيح الفروق بين التوحيد الخالص والجانب الباطني. فالتوحيد الخالص يتكون من الشهادة والفكرة المتعلقة بالجانب الظاهري لوحدانية الله. أما الجانب الباطني فيتعلق بالفكرة القائلة بأنه لا يوجد شيء آخر سوى الله. شرح الآملي بشكل مجازي فكرة الجانبين الظاهري والباطني على أنهما الحبر والحروف التي تُنتَج بواسطة ذلك الحبر. فالحروف لا وجود لها بذاتها دون الحبر. وكان الآملي يقصد أن العالم المادي ليس إلا تجليًا لأسماء الله الإلهية.

### ختم الولاية
وهناك اعتقاد آخر للآملي يتعلق بظهور الإمام الثاني عشر محمد المهدي. إن فكرة الآملي عن الإمام الثاني عشر تتبع أفكار العلماء السابقين. اعتقد الآملي تحديدًا أن عليًا كان خاتم الولاية العامة، وأن الولاية المحمدية هي، بالنسبة إلى آملي المهدي. وتختلف هذه الأفكار عن فكرة ابن عربي في أن العربي يعتقد أن النبي عيسى كان خاتم الولاية العامة.

## الأعمال
من الموثق أن السيد حيدر الآملي كتب أكثر من أربعين مؤلفًا مختلفًا، لكن من بين هذه المؤلفات لم يبقَ سوى سبعة. في كتابه أسرار الشريعة وأطوار الطريقة وأنوار الحقيقة، يناقش الآملي بشكل فردي مبادئه الخمسة الأساسية في الدين: التوحيد، النبوة، العقيدة في اليوم الآخر، الإمامة، والعدالة. كما يذكر أركان الإسلام الخمسة، بما في ذلك الصلاة، الصوم، الزكاة، الحج، والجهاد. يعالج هذه المواضيع من ثلاث زوايا مختلفة: الشريعة، والطريقة، والحقيقة. جامع الأسرار ومنبع الأنوار هو أشهر مؤلفات الآملي. ينقسم إلى ثلاثة كتب، وكل كتاب يتفرع إلى أربعة فصول أو (قاعدة). المسائل العاملية (أو الحيدرية) هو عمل يتناول أفكارًا لاهوتية (علم الكلام) وفقهية، كتبها الآملي إلى أستاذه فخر المحققين. ومن هذا العمل حُفظَت مخطوطة بخط يد الآملي. كتب الآملي رسالة الوجود في معرفة المعبود في عام 1359م، وأكملها أثناء إقامته في النجف حوالي عام 1367م. له أيضًا كتاب المحيط الأعظم وهو تفسير من سبع مجلدات انتهى منه حوالي عام 1375 أو 1376م. أما نص النصوص فهو تفسير لعمل آخر كتبه ابن عربي بعنوان فصوص الحكم. يتضمن هذا العمل بعض المقاطع السيرة الذاتية التي تقدم معلومات عن حياة الآملي. آخر أعمال الآملي كان بعنوان رسالة العلوم العالية، وهي مجموعة من الأحاديث الإمامِية المنسوبة إليه. وهناك من يناقش أنه ربما لم مؤلف هذا الكتاب الأخير، بل نُسب إليه خطأً.

### اقتباسات شهيرة
"المحيط هو نفسه المحيط الذي كان عليه منذ الأزل؛ أحداث اليوم ليست إلا أمواجه وأنهاره، تتجدد لكنها تظل جزءًا من ذلك اللامتناهي."
"أقسم بالله، لو كانت السماوات السبع ورقًا، وكانت أشجار الأرض أقلامًا، ولو كانت بحار العالم حبرًا، وكانت الأرواح، والإنسان، والملائكة كتبة، لما استطاعوا أن يكتبوا حرفًا من المعارف الإلهية والحقائق اللامتناهية."

## علم الأنساب
في تفسير السيد حيدر الآملي لكتاب المحيط الأعظم، يقدم الآملي نبذة مختصرة عن نسب العائلة.
1. السيد ركن الدين حيدر
2. السيد تاج الدين علي باداشاه
3. السيد ركن الدين حيدر
4. السيد تاج الدين علي باداشاه
5. السيد محمد عامر
6. سيد علي باداشاه
7. سيد محمد،
8. سيد زيد
9. سيد محمد
10. سيد إبراهيم
11. سيد محمد
12. السيد حسين كوساج
13. سيد إبراهيم
14. السيد سناء الله
15. سيد هارون
16. السيد حمزة
17. السيد عبيد الله الإرج
18. السيد حسين أصغر
19. الإمام زين العابدين
20. الإمام الحسين الشهيد
21. "علي بن أبي طالب".[10]

## الإرث
الآملي ليس المفكر الإمامِي الوحيد الذي دمج كتابات ابن عربي وأتباعه. فقد تم التوسع في الربط بين التصوف والتشيع عبر التاريخ من علماء آخرين مثل الآملي. علماء مثل مير داماد، ملا صدرا، هادي سبزواري، وآية الله الخميني استمروا في إقامة صلة بين التصوف والتشيع.

### فهرس
- آمولي، سيد حيدر. الأسرار الداخلية للطريق. عبر. أسد الله الذاكر ياتي. باباجان. مطبعة.
- كوربين، هنري. المعبد والتأمل. عبر. فيليب شيرارد. لندن: كيغان بول الدولية بالتعاون مع دار النشر الإسلامية المحدودة، 1986. مطبعة.
- كولبيرج، إيتان. " Amoli, Sayyed Baha-Al-Din

[usurped] " EncyclopædiaIranica | بيت. مركز الدراسات الإيرانية، جامعة كولومبيا، 15 ديسمبر 1984. ويبورن 6 أبريل 2011.
- كولبيرج، إيتان. " بعض وجهات النظر الشيعية حول العالم ما قبل الطوفان ". دراسات إسلامية 52 (1980): 41-66. ج ستور. ميزونوف ولاروز. الويب. 2011.
- منصوري. محمد أمين. "صندوق النور، مغلق بالنور: السيد حيدر العاملي، أهل البيت، والفلسفة الباطنية الشيعية". مجلة الدراسات الشيعية، المجلد 7 (2023): 1-33.
- منصوري، محمد أمين. "الولاية بين الأدب والتنجيم: التصوف الغامض للسيد حيدر آملي (ت. ٧٨٧/١٣٨٥)." مجلة الدراسات الصوفية 9، العدد. 2 (2021): 161–201.
- ميري، جوزيف دبليو، وجيري إل. باخاراش. الحضارة الإسلامية في العصور الوسطى: موسوعة. طبعة أريزونا المجلد 1. نيويورك: روتليدج، 2006. مطبعة.
- موريس، جيمس دبليو. "ابن عربي ومفسروه". مجلة الجمعية الشرقية الأمريكية 107 (1987): 101-119. طباعة (روابط لمقالات موريس على موقع جمعية محيي الدين ابن عربي )
- فان إس، ج. " حيدر الآمولي، بهاء الدين حيدر علي حيدر العبيدي (719/1319 أو 720/1320 - بعد 787/1385)[وصلة مكسورة]  ." موسوعة الإسلام، الطبعة الثانية. تم التحرير بواسطة: P. Bearman؛، ث. بيانكيس؛، CE بوسورث؛، إي فان دونزيل؛ و الفسفور الأبيض هاينريشس. بريل، 2011. بريل اون لاين. أوغستانا. 1 أبريل 2011

## روابط خارجية
- موسوعة الإسلام، الطبعة الثانية
- الموسوعة الإيرانية